# Chiesa di Santa Maria del Castello (Serravalle)
La chiesa di Santa Maria del Castello è un edificio religioso rinascimentale che si trova a ridosso del castello di Serravalle nella frazione Semione del comune di Serravalle.

## Storia
L'edificio fu costruito prima del 1329 (o 1339), quando fu menzionato in un documento, ma fu modificato nel Cinquecento, quando assunse l'aspetto attuale. La tradizione locale, non confermata da documenti, afferma che in origine la chiesa era dedicata a San Martino.
Una prima ricognizione archeologica venne fatta negli anni 1928-1930. Con un consolidamento dei muri. Agli inizi di questo secolo sono stati intrapresi nuovi interventi di restauro e di sondaggio archeologico che hanno portato al ritrovamento di vari reperti; in gran parte frammenti di vetri e ceramiche e di un affresco.

## Descrizione
Sulla parete esterna settentrionale è raffigurato San Cristoforo. Sopra la porta della parete occidentale vi è l'affresco quattrocentesco della Giustizia che nella mano destra regge la spada e nella mano sinistra la bilancia. Nella navata e nel coro sono presenti affreschi del 1587 del pittore Giovanni Battista Tarilli di Cureggia.

## Galleria d'immagini

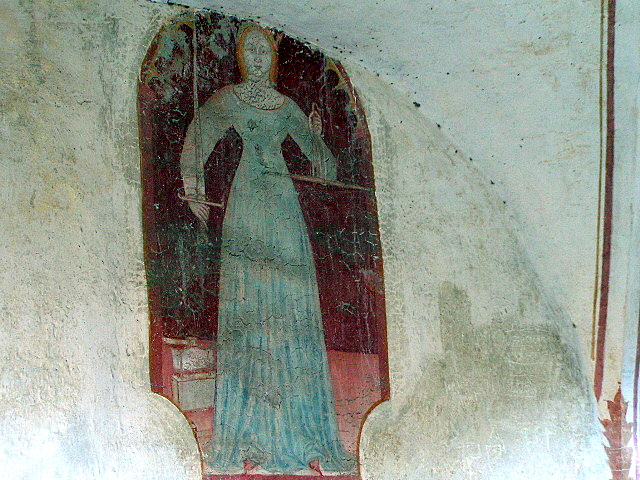
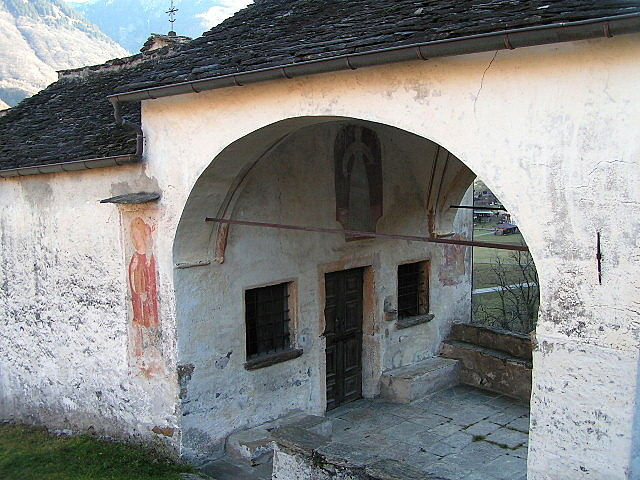
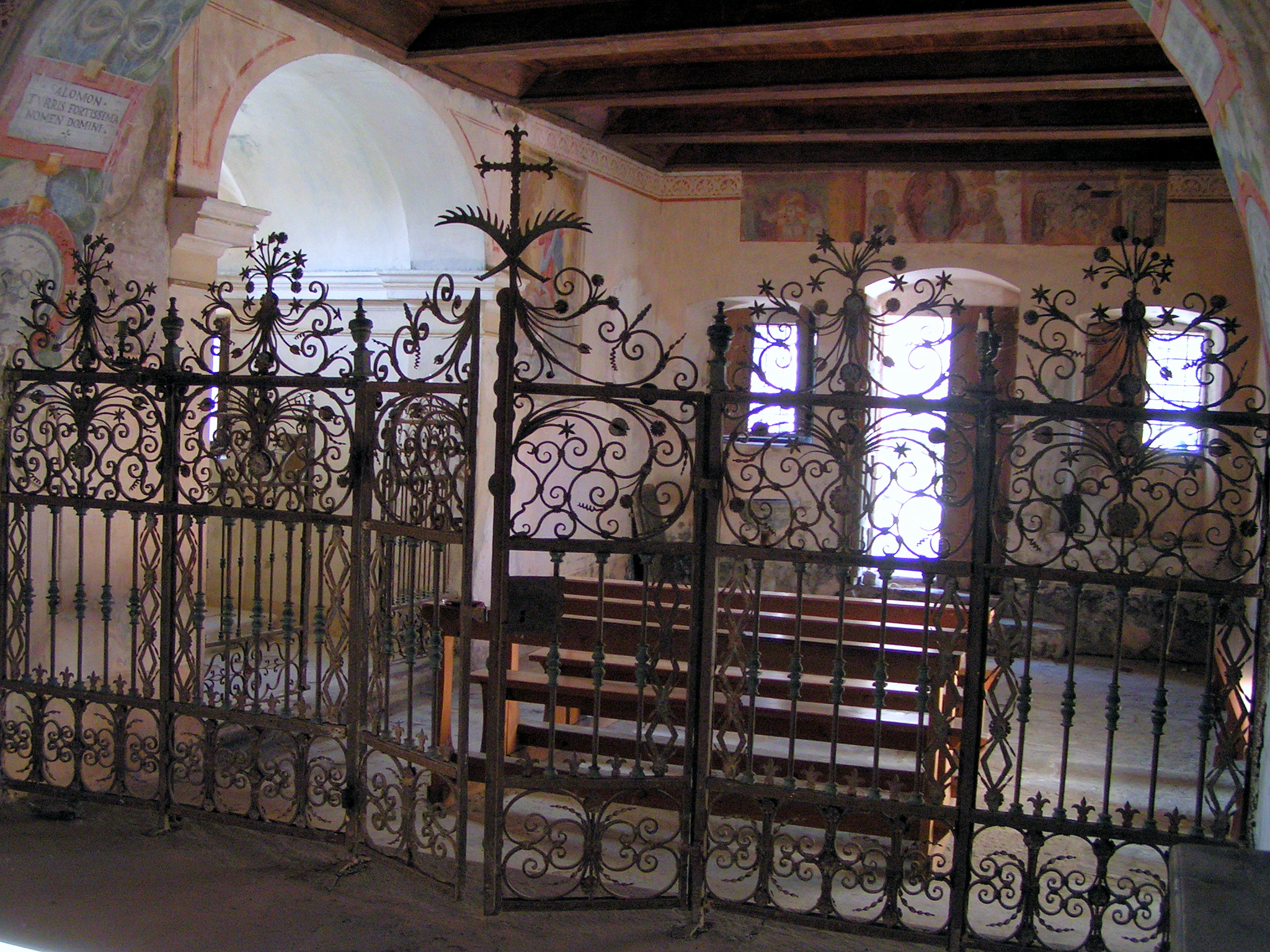
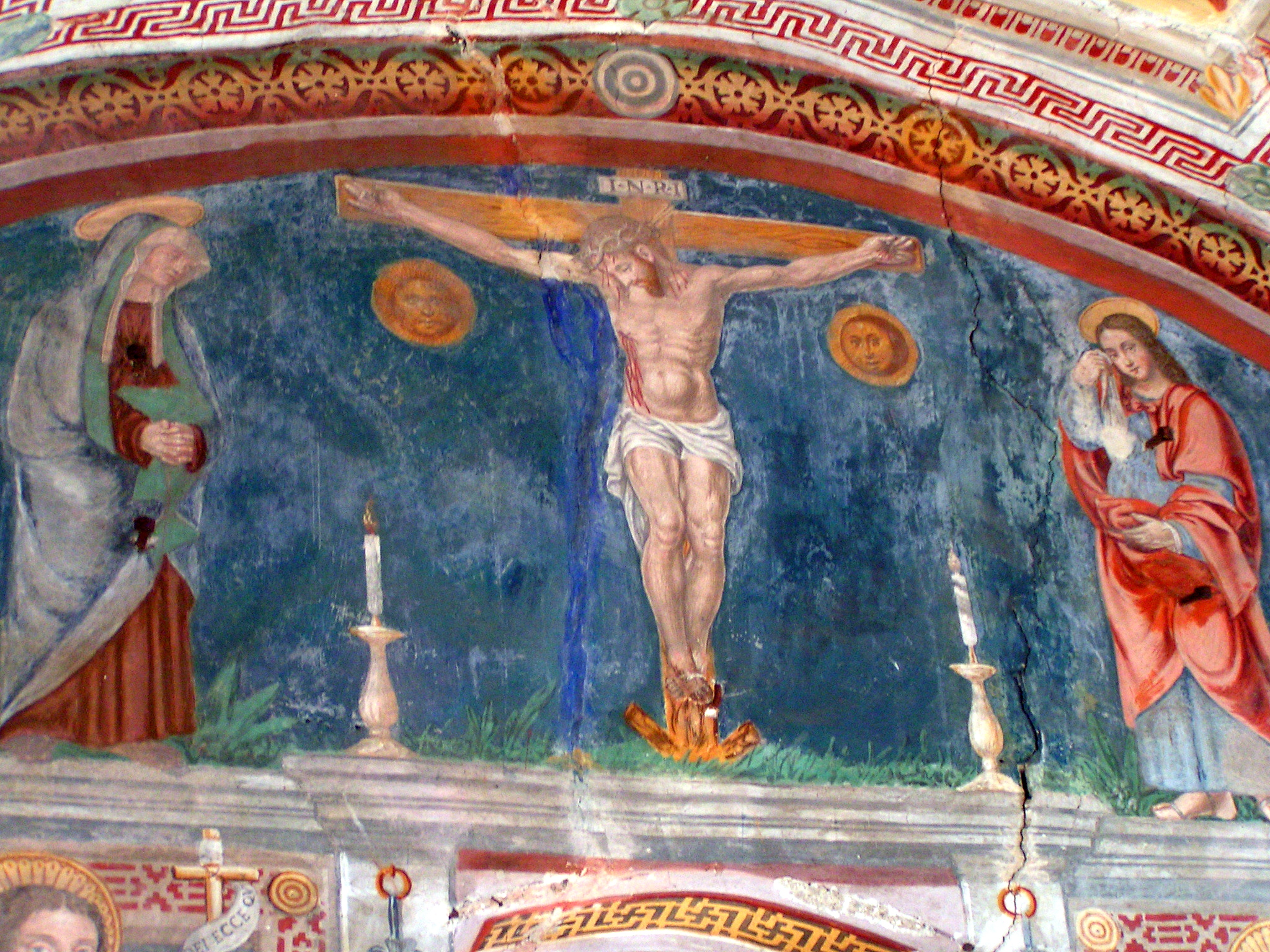
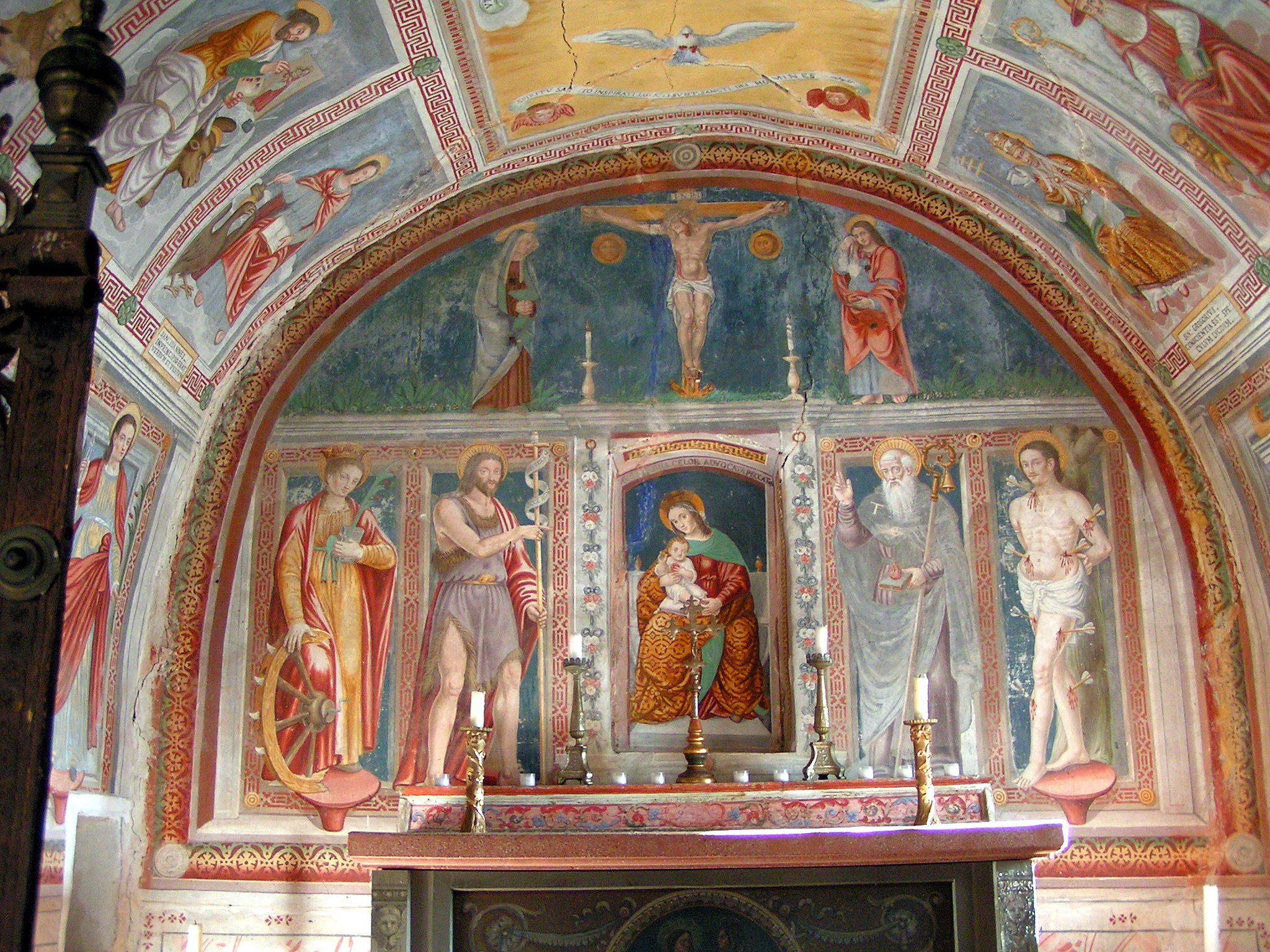
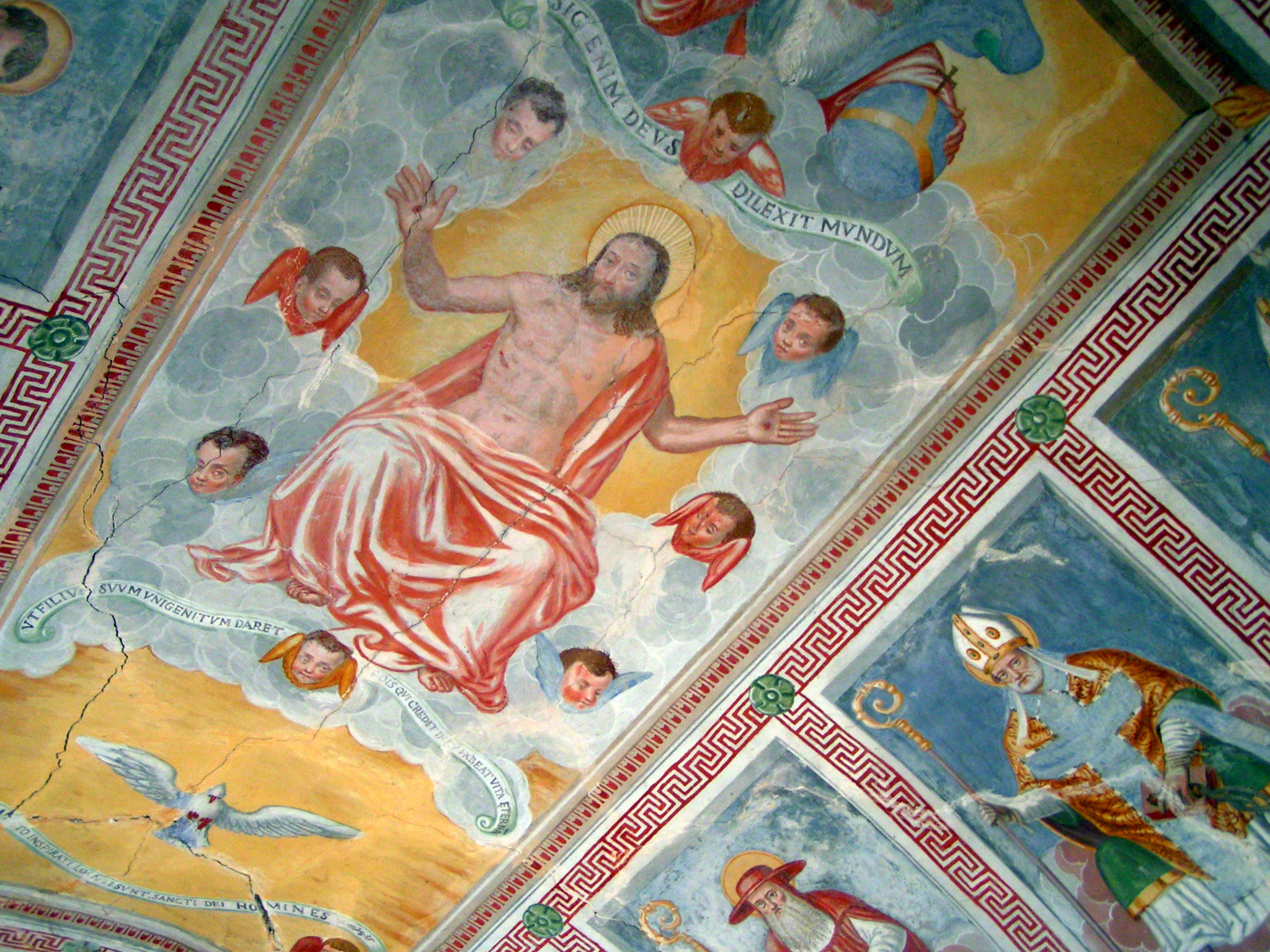
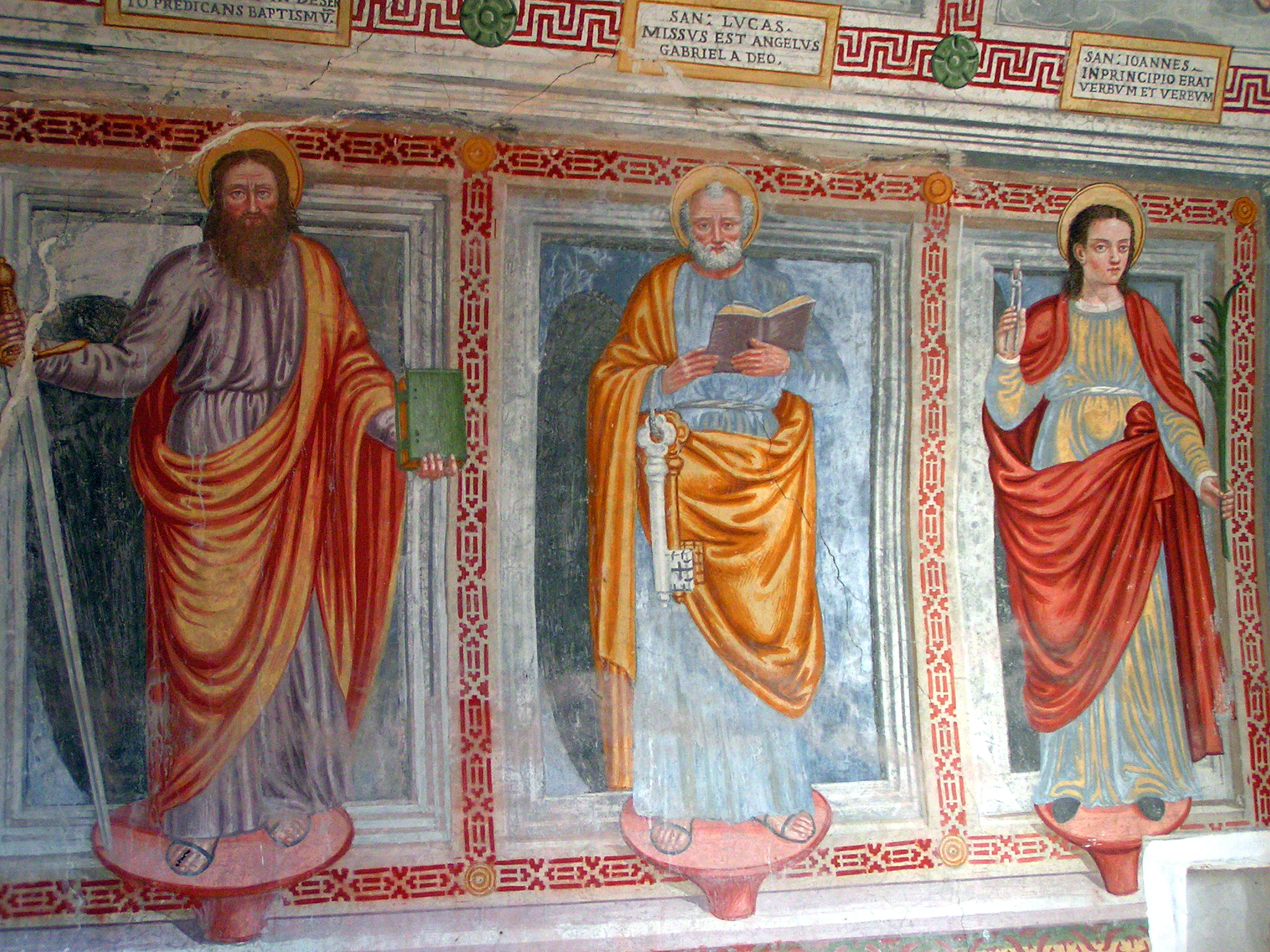
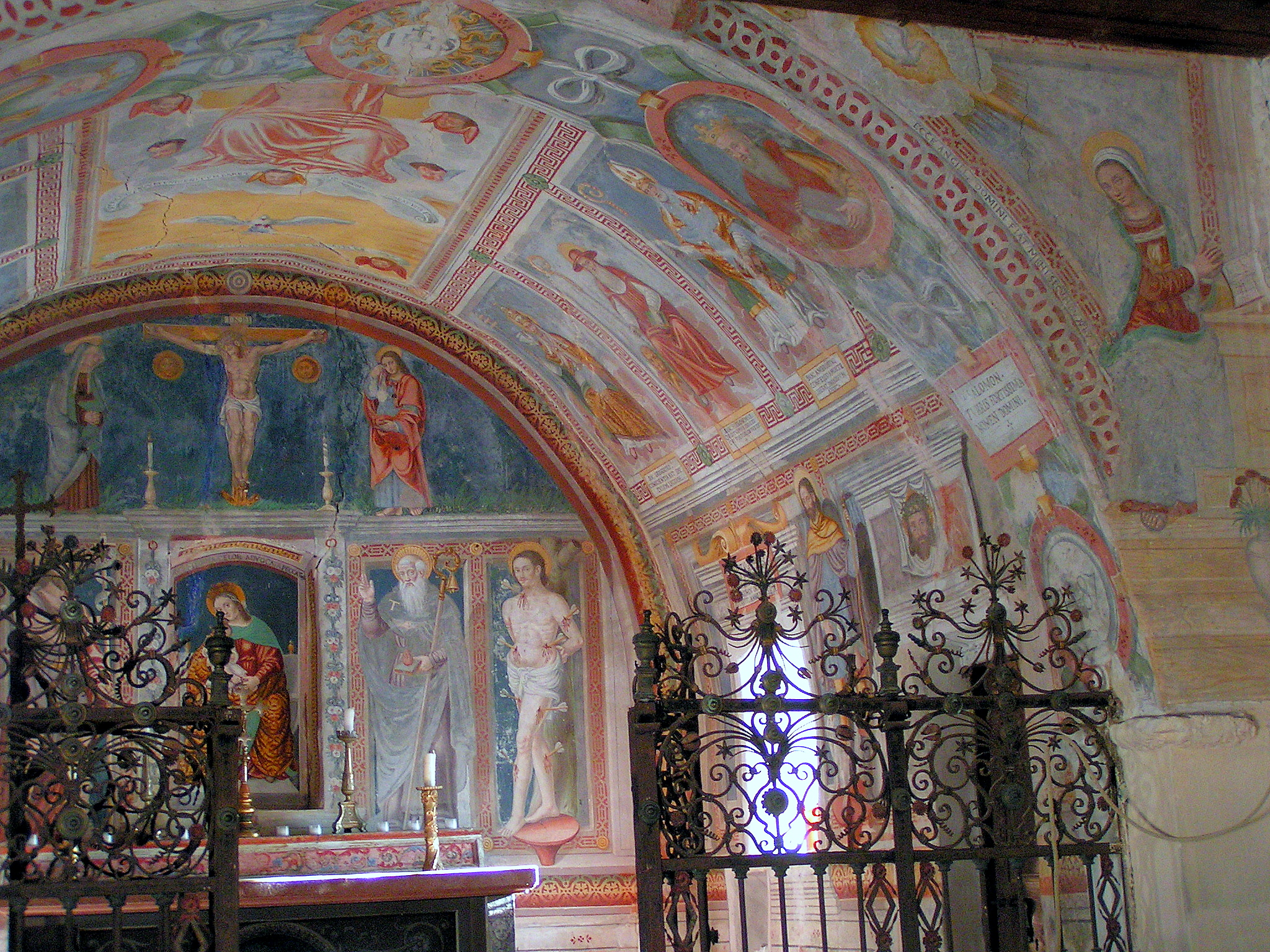